# Amphithéâtre d'Astley
L'amphithéâtre d'Astley est une salle de spectacle ouverte par Philip Astley à Londres en 1773 et considérée comme la première piste de cirque moderne

## Histoire
L'Amphithéâtre ouvre ses portes en 1773. La structure est incendiée en 1794, puis de nouveau en 1803. L'amphithéâtre est reconstruit sur Westminster Bridge Road à Lambeth.
Le frère d'Astley lui succède en 1814, puis il laisse la place à son associé Davis,. Divers propriétaires se succèdent ensuite.
En 1863, l'Amphithéâtre est remplacé par le Théâtre royal de Dion Boucicault. Ce théâtre est finalement démoli en 1893,.
Une plaque commémorative est apposée en 1951 sur son site, au 225 Westminster Bridge Road.

## Dans la culture populaire
Charles Dickens a écrit une nouvelle intitulée Astley's dans son livre de 1836, Esquisses de Boz. Il décrit une soirée chez Astley dans le chapitre 39 de The Old Curiosity Shop, et le cirque est également mentionné dans Hard Times (Livre 3, chapitre 7) et Bleak House.
Le roman Burning Bright (2007) de Tracy Chevalier se déroule chez Astley en 1792–1793.

## Galerie

Amphithéâtre d'Astley
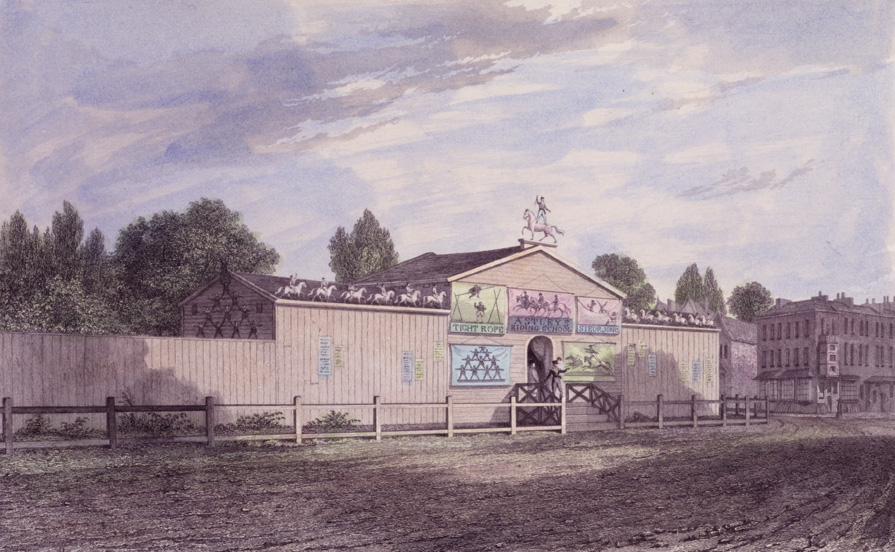
Vue extérieure en 1777.
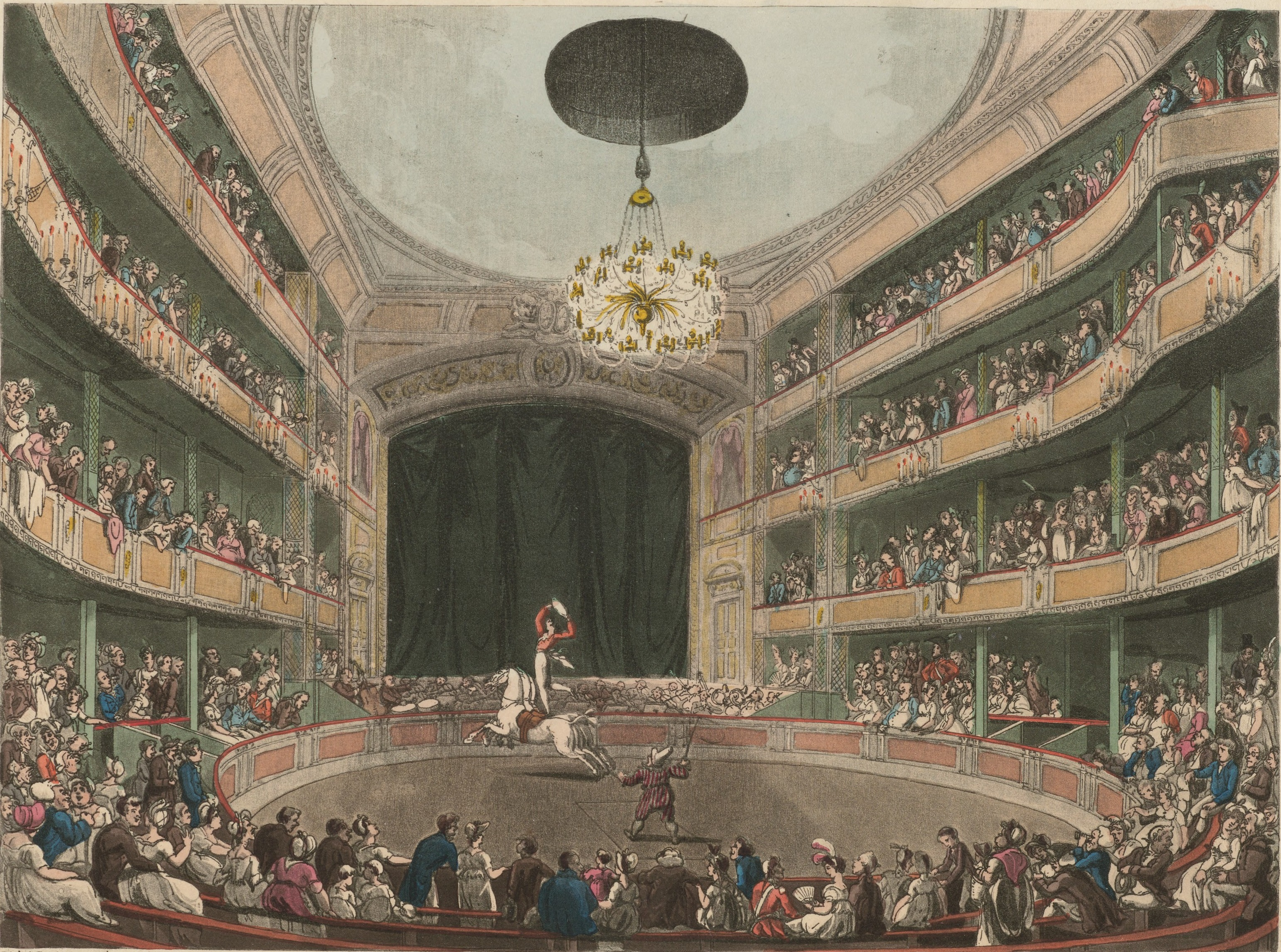
Amphithéâtre d'Astley's vers 1808.
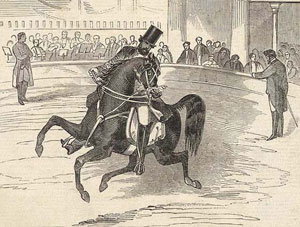
Pablo Fanque à l’Amphithéâtre en 1847.